# MusicBrainz Picard
MusicBrainz Picard ist eine freie, plattformübergreifende Anwendungssoftware für die MusicBrainz-Datenbank, geschrieben in Python. Damit können die passenden Metadaten zu lokalen Musikdateien aus der Internetdatenbank geladen werden oder, falls noch keine passenden Datensätze vorhanden sind, solche auch selbst ausgefüllt und hochgeladen werden. Der Schwerpunkt dieses momentanen Referenzprogramms für den MusicBrainz-Dienst sind die Alben-orientierte Arbeitsweise und die plattformübergreifende Verfügbarkeit.
Zum Auffinden der passenden Datensätze werden vorhandene Metadaten verwendet oder, ab Version 0.7, auch sogenannte akustische Fingerabdrücke erstellt und abgeglichen.
Nach dem Zuordnen eines Musikstücks oder Albums zu einem Datensatz speichert Picard in der zugehörigen Musikdatei nicht nur die gängigen Metadaten (wie z. B. Titel, Interpret, Album), sondern auch die sog. MusicBrainz-IDs, die Titel, Interpret und Album eindeutig identifizieren. Darüber hinaus bietet Picard die Funktion, die angereicherten Musikdateien in ein benutzerdefiniertes, zentrales Verzeichnis zu verschieben, wobei ein standardisiertes, aber anpassbares, Verzeichnis- und Dateinamenformat verwendet wird.
Für die Version 0.9 wurde Picard mittels Qt neu geschrieben und ist dadurch plattformübergreifend.
Unterstützt werden die Metadatenformate
- ID3-Tags (MP3)
- Vorbis comments (Ogg Vorbis, Speex, FLAC)
- APE-Tags (Musepack, WavPack, The True Audio)
- MP4
- Windows Media Audio

Als akustische Fingerabdrücke wurden bis Version 1.2 die Portable Unique Identifiers (PUIDs) benutzt. Ein Musikstück in einem der unterstützen Formate muss einmalig mit der MusicDNS-Software analysiert werden, um eine PUID zu erzeugen und auf den PUID-Server hochzuladen. Danach können weltweit alle Formate dieses Stücks dann dieser PUID und damit auch einem Datenbankeintrag in MusicBrainz zugeordnet werden.
Statt PUIDs wird nun ausschließlich das bereits ab Version 1.0 unterstützte AcoustID-System verwendet, welches vom Picard-Entwickler Lukáš Lalinský entwickelt wurde.